# Kválé
A kválé (angol: quale, többesszáma: qualia) elmefilozófiában használatos kifejezés, a tudatos tapasztalat szubjektív minősége; szubjektív minőség az, amilyen valaki számára valamilyen tudatos állapotban lenni, más szóhasználattal a tapasztalat fenomenális (fenomén=jelenség) karaktere.
Tipikus példái: fájdalom átélése, látási, hallási, tapintási, ízlelési élmények, testi érzések, érzelmek. Vitatott azonban, hogy a gondolatoknak van-e fenomenális karaktere (l. pl. Aha-élmény). A kválé fogalma hangsúlyozottan nem ezen mentális állapotok a külső szemlélő által megismerhető aspektusaira vonatkozik, hanem arra, hogy milyen átélni azokat.

## A kválé tág és szűk fogalma
A fenti meghatározás tekinthető a kválék általánosabb, tágabb meghatározásának, ami a hétköznapi intuícióinkat fejezi ki a tapasztalat természetéről. Ebben az értelemben a hétköznapi józan ész szerint nem lehet tagadni a kválék létezését.
A kválék szűk fogalma a kválék valamilyen elmélet keretében adott meghatározása, és további tulajdonságokkal jellemzi a kválékat.
A kválék természete kapcsán legtöbbet vitatott kérdések:
1. Reprezentációs (az elmefüggetlen valóságra irányul) vagy nem reprezentációs[2]
2. Minősége intrinzikus (független attól, hogy hogyan viszonyul a tapasztalás más elemeihez) vagy holisztikus (egy kválé minősége csak a többi kváléhoz való viszonyában határozható meg.)[3]
3. Kifejezhetetlenség – én csak akkor ismerhetem meg ugyanazt a minőséget, amit valaki akkor él át, amikor citromot eszik, ha én is átélem a citromízlelés élményét. Ez a valaki sehogyan sem tudná hagyományos úton kifejezni azt a bizonyos minőséget ami az az ízélmény. Egy színvaknak sehogyan sem lehet elmagyarázni, hogy milyen egy piros paradicsomot észlelni.[4]
4. Csalhatatlanság – ha bizonyos fenomenális minőség tudatában vagyok, akkor nem tévedhetek abban, hogy valóban abban vagyok. Lehetséges ugyan, hogy valamit rosszul észlelek és eltévesztem – hogy zöldnek látok egy piros almát –, de abban, hogy nekem milyennek tűnik, mégsem tévedhetek.[5]
5. Epifenomenalitás – amennyiben a fizikai világ okságilag zárt, akkor ha a kválék nem magyarázhatóak fizikailag, nem is lehetnek okságilag hatékony tulajdonságok.[6]

## A kválék a test-elme vitában
A kválé fogalma jelentős szerepet játszik az elmefilozófia területén, különösen a test-elme probléma körüli vitákban, mivel sokak szerint nem magyarázható fizikalista (illetve naturalista, vagy materialista) elméletek alapján. A legtöbb filozófus, aki konkluzívnak tartja valamelyik antifizikalista érvet, általában a tulajdonságdualizmus egy változatát támogatja.
E vitában elfoglalt helye alapján a kválék magyarázó elméleteinek egy lehetséges taxonómiája:
1. A kválé magyarázatot nyerhet naturalista fizikalista elméletek segítségével: KEMÉNY FIZIKALIZMUS 
  1. vagy azért mert redukálható, visszavezethető más létezőkre (kválé-redukcionizmus):
    1. azonosságelmélet – a kválék redukálhatóak agyállapotokra
    2. funkcionalizmus – a kválék redukálhatóak bizonyos funkcionális állapotokra

  2. vagy mert a kválé (általában szűkebb értelemben vett) fogalmát értelmetlenként elutasítva arra jutnak, hogy nincs is mit beilleszteni – kválé-eliminativizmus
2. A kválé nem magyarázható naturalista-fizikalista elméletek segítségével, ezért ezeken túli magyarázó tényezőkre kell hivatkoznunk: DUALIZMUS (Chalmers, Jackson)
3. A kválé nem magyarázható a hagyományos naturalista-fizikalista elméletek segítségével, de magyarázható egy másfajta naturalizmus-fizikalizmus által: PUHA FIZIKALIZMUS (Searle, Nagel[8])
4. A kválé nem magyarázható a hagyományos naturalista fizikalista elméletek segítségével, mert ez a magyarázat az emberi megismerés számára hozzáférhetetlen: PESSZIMIZMUS (McGinn, Sturgeon, Levine)

## Kválékra hivatkozó klasszikus anti-fizikalista érvek

### Thomas Nagel: Milyen lehet denevérnek lenni?
Thomas Nagel Milyen lehet denevérnek lenni? című cikkéhez szokták kötni a tudat problémájának analitikus filozófián belüli felbukkanását. Nagel amellett érvel, hogy objektív módszerekkel megközelíthetetlen számunkra a denevér tapasztalatának minősége. A denevérek visszhanglokátoros érzékelése semmilyen emberi érzékszervvel nem hasonlítható össze, és bár számos paraméterét és működését leírhatjuk tudományosan, magához ehhez a típusú érzékeléshez kapcsolódó szubjektív minőség megismerhetetlen marad számunkra.

### Frank Jackson: Amit Mary nem tudott
Frank Jackson Epifenomenális kvália című cikkében jelent meg a „tudásérvként” is ismert gondolatkísérlet, ami egy intuitív példával próbálja alátámasztani azt a tézist, hogy a kválék olyan lényegi minőséggel rendelkeznek, amiről semmilyen fizikai információ nem tud számot adni, következésképpen a fizikalizmus hamis.
„Maryt, a kiváló tudóst valamiért [születésétől fogva] arra kényszerítik, hogy egy fekete-fehér szobából figyelje a külvilágot, egy fekete-fehér televízió képernyőjén keresztül. Mary a látás neurofiziológiájára szakosodik, és (tegyük fel, hogy) összegyűjti az összes tudható fizikai információt arról, hogy mi megy végbe, amikor egy érett paradicsomot vagy az eget látjuk, illetve, amikor a "piros" és "kék" kifejezéseket használjuk, és így tovább.”
Ha Maryt kiengedik a szobából, akkor intuíciónk szerint új ismeretre tesz szert, amikor először megpillant egy színes tárgyat. Viszont mivel Mary már korábban is ismerte a látással kapcsolatos összes fizikai tényt, ezért ez a tudás nem egy fizikai tényre vonatkozik.

### David J. Chalmers: A tudat nehéz problémája
David Chalmers megkülönbözteti a tudat könnyű és nehéz problémáját. A könnyű problémához tartoznak azok a jelenségek, amelyek közvetlenül alávethetőnek látszanak a kognitív tudományok bevett módszereinek, amik a jelenségeket komputációs vagy neurális mechanizmusok segítségével kezelik. Magyarázatuk ugyanis nem áll másban, minthogy a leírjuk azt a mechanizmust, ami ezeket a funkciókat megvalósítja.
A tudat nehéz problémája Chalmers szerint a tapasztalat, azért mert ennek van egy szubjektív oldala is. Megvan benne a valamilyennek lenni mozzanata.

### Joseph Levine: A magyarázati szakadék érv[12]
Egy magyarázó redukció mindig azonosság-állítás. Pl. (1) Víz = H2O. Amennyiben a kválékat megmagyarázhatnánk, akkor annak egy hasonló állításnak kell lennie: pl. (2) fájdalom=C-(ideg)rostok tüzelése. Levine szerint az (1) valódi magyarázó azonosítás (2) viszont nem. A H2O tulajdonságainak ismerete ugyanis kivétel nélkül megadja számunkra a víz összes tulajdonságának ismeretét. Nem tudjuk elgondolni, amennyiben (1) igaz, és a H2O szerkezetű anyagra fennállnak az ismert fizikai-kémiai összefüggések, hogy ez az anyag – a víz – ne produkálja azt a jelenséget 100 °C hőmérsékleten, amit forrásnak nevezünk. Ezzel szemben elgondolható marad, hogy a C-rostjaink tüzelnek és mégsem érzünk fájdalmat. 
„Semmi olyan nincs a C-rostok tüzelésében, ami természetesebben kapcsolná azt a fájdalom fenomenális tulajdonságához, mint más fenomenális tulajdonságok halmazához...”
Metafizikailag nem lehet kizárt, hogy a fájdalom azonos a C-rostok tüzelésével, ha viszont így is van, ez egy nyers, magyarázhatatlan tény.

## Kapcsolódó témák
- Kválé-felcserélés
- Invertált spektrum hipotézis
- Zombik

## Átfogó témák
- Filozófia
- Elmefilozófia
- Tudat
- Metafizika
- Test-lélek probléma

## Magyar nyelvű szakirodalom
- Ambrus Gergely 2008, „Fenomenális tudatosság.” In Ambrus Gergely, Demeter Tamás, Forrai Gábor, Tőzsér János (szerk.), Elmefilozófia szöveggyűjtemény. L'Harmattan, Budapest.
- Chalmers, David J. 2004, „Szemközt a tudat problémájával.” (ford. Sutyák Tibor), Vulgo 2004/ 5, 3-13. o.
- Jackson, Frank 2007, „Epifenomenális qualia.” (ford. Polgárdi Ákos), Különbség IX/1. 67–82. o.
- Jackson, Frank 2008, „Amit Mary nem tudott.” In Ambrus Gergely, Demeter Tamás, Forrai Gábor, Tőzsér János (szerk.), Elmefilozófia szöveggyűjtemény. L'Harmattan, Budapest.
- Levine, Joseph 2008, „A milyenség kihagyásról.” In Ambrus Gergely, Demeter Tamás, Forrai Gábor, Tőzsér János (szerk.), Elmefilozófia szöveggyűjtemény. L'Harmattan, Budapest.
- Nagel, Thomas 2004, „Milyen lehet denevérnek lenni?” (ford.: Sutyák Tibor), Vulgo 2004 /5, 3-13. o.
- Tőzsér János 2009, Metafizika. Akadémiai Kiadó, Budapest.

## Idegen nyelven
- Block, Ned 1978, „Troubles with Functionalism.” Minnesota Studies in the Philosophy of Science 9, 261-325. o.
- Chalmers, David J. 1996, The Conscious Mind: In search of a theory of conscious experience. Oxford University Press.
- Chalmers, David J. 2004, „Szemközt a tudat problémájával.” (ford. Sutyák Tibor), Vulgo 2004/ 5, 3-13. o.
- Crane, Tim 2000, „The Origins of Qualia.” In Crane, Tim and Patterson, Sarah (szerk.) The History of The Mind-Body Problem. Routledge, London.
- Churchland, Paul M. 1995, The Engine of Reason. Massachusetts Institute of Technology.
- Dennett, Daniel C. 1988, „Quining Qualia.” In Marcel, A. & Bisiach, E. (szerk.) Consciousness in Modern Science. Oxford University Press.
- Dennett, Daniel C. 1991 Consciousness Explained. Little, Brown and Co, Boston.
- Hawthorne, John 2006, „Direct Reference and Dancing Qualia.” In Alter, Torin & Walter, Sven (szerk.) Phenomenal Concepts and Phenomenal Knowledge: New Essays on Consciousness and Physicalism. Oxford University Press.
- Levine, Joseph 1983, „Materialism and qualia: the explanatory gap.”, Pacific Philosophical Quarterly 64, 354-361. o.
- Lycan, William G. 1987, „Subjectivity.” In Consciousnes. MIT Press.
- Martin, M. G. F. 1998, „Setting Things before the Mind.” In (szerk. O'Hear, Anthony) Current Issues in Philosophy of Mind. Oxford University Press.
- McGinn, Colin 1989, „Can We Solve the Mind-Body Problem?” Mind Vol. Xcviii, no.391, July.
- Nagel, Thomas 2000, „The Psychophysical Nexus” In Boghossian, Paul and Peacocke, Christopher (szerk.), New Essays on the A Priori. Clarendon Press, Oxford.
- Nagel, Thomas 1986, The view from nowhere. Oxford University Press, New York.
- Mandik, Pete 2001, „Mental representation and the subjectivity of consciousness.” Philosophical Psychology Vol. 14, No. 2.
- Shoemaker Sidney 1982, „The Inverted Spectrum.”, Journal of Philosophy, No. 7, 357-81. o.
- Sharlow, Mark F 2009, „Qualia and the Problem of Universals.”,  Archiválva 2011. szeptember 26-i dátummal a Wayback Machine-ben, (2009.10.07)
- Sturgeon, Scott 1994, „The epistemic view of subjectivity.”, Journal of Philosophy, XCI. 5. May
- Strawson, Galen 1994, Mental Reality, Cambridge, Mass the MIT Press, Bradford Books
- Tye, Michael 2007, „Qualia.”, Stanford Encyclopedia of Philosophy,
- Tye, Michael 1999, „Phenomenal Consciousness: The Explanatory Gap as Cognitive Illusion.”, Mind 108, 705- 725. o.

## Külső hivatkozások
- Online papers on consciousness
- Stanford Encyclopedia of Philosophy Qualia